# Uno (filosofia)

Simbolo dell'Unità, che tutto contiene e a cui tutto ritorna, è per l'alchimia il cerchio contenente un punto centrale: quest'ultimo indica la contrazione, la circonferenza invece l'espansione della creazione.

Il tema dell'Uno in filosofia è stato trattato in maniera esplicita da pensatori come Parmenide, Platone, Plotino, Cusano, nella scuola che va sotto il nome di neoplatonismo, ed infine Hegel. A grandi linee si può definire l'Uno come il principio indicante la radice unitaria della totalità molteplice.

## L'henologia
Il termine "henologico" fu usato per la prima volta dal tomista anglicano Eric Lionel Mascall nella sua opera He Who Is: A Study in Traditional Theism, pubblicata nel 1943. Étienne Gilson ha usato il termine "henologia" (da ἕν, hen = «uno» in greco) per definire lo studio dell'Uno in contrapposizione ad ontologia (lo studio dell'Essere). Il termine ha cominciato a diffondersi nel 1972, con la pubblicazione della voce "Henologie" di Egil Ander Wyller nell'Historisches Wörterbuch der Philosophie, ed è stato successivamente utilizzato da vari studiosi, tra cui Werner Beierwaltes, Reiner Schürmann, Jan A. Aertsen. In Italia henologia è stato introdotto da Giovanni Reale:
(G. Reale, L'estremo messaggio spirituale del mondo antico nel pensiero metafisico e teurgico di Proclo, in Proclo, I Manuali, Milano, Rusconi, 1985, p. LXX, n. 15)

## L'Uno nella storia del pensiero
L'Uno, prima ancora che nella storia della filosofia occidentale, tradizione di pensiero tutto sommato alquanto recente, lo troviamo trattato già in uno dei più antichi testi sacri della tradizione induista, i Rig Veda, risalente all'incirca al secondo millennio a.C.
Il concetto dell'Uno arriva in occidente insegnato dai sacerdoti egizi presso i quali Pitagora era stato ammesso a studiare in Ermopoli Magna, dove si dice avesse dovuto aspettare un anno prima che gli fosse concesso l'ingresso al tempio di Thot. Lo stesso simbolo dell'Unità altri non è che il geroglifico della parola Ra (), principio divino del Sole alla base del pensiero monistico egizio.

### Pitagora, Parmenide, Eraclito
In Occidente il tema dell'Uno viene probabilmente studiato la prima volta da Pitagora (575 a.C. – 495 a.C.), che lo identifica con l'archè, il principio fondante e unificatore della realtà, ma gli attribuisce anche la comune origine di tutti gli altri numeri, e quindi della molteplicità. L'Uno, essendo dispari, è inoltre un numero che possiede la qualità del limite, equivalente della perfezione.
Sarà poi la scuola eleatica, con Parmenide, a ricondurre all'Uno tutta la realtà. Secondo Parmenide (515 a.C. – 450 a.C.) la molteplicità e i mutamenti del mondo fisico sono illusori, e pertanto, contrariamente al senso comune, esiste soltanto la realtà dell'Essere: immutabile, ingenerato, finito, immortale, unico, omogeneo, immobile, eterno. L'Essere è Uno e indivisibile perché, se fossero due, occorrerebbe postulare una diversità; ma qualcosa che sia diverso dall'Essere non può essere, perché sarebbe allora un non-essere; o richiederebbe la presenza del non-essere come elemento separatore. A tali affermazioni Parmenide giunge, come si può notare, servendosi della logica formale basata sul principio di non contraddizione.
Eraclito (535 a.C. – 475 a.C.), a differenza di Parmenide, considera del tutto reali la molteplicità e le contraddizioni, accettandoli come un dato di fatto e non come errori del pensiero; ciò nonostante, anche per lui il divenire sembra consistere piuttosto nelle variazioni di un identico sostrato o Lògos: «tutte le cose sono Uno e l'Uno tutte le cose»; «questo Cosmo è lo stesso per tutti... da sempre è, e sarà». Da questa visione immanentistica del mondo verrà influenzato soprattutto lo stoicismo.
Dopo Eraclito è comunque Empedocle a riassumere i caratteri dell'Uno dentro lo Sfero, nel quale i quattro elementi costitutivi della natura si trovavano originariamente uniti insieme dalla forza attrattiva dell'Amore.

### Platone e Aristotele
Platone (427 a.C. – 347 a.C.), che si considera filosoficamente erede di Parmenide, cerca una soluzione che, pur salvaguardando l'integrità dell'Uno, non riduca la molteplicità a semplice illusione. Il problema che si trova ad affrontare è in particolare il seguente: come e perché dall'Uno hanno origine i molti? Platone giunge alla fine a supporre che nell'Uno, da lui identificato con l'idea suprema del Bene, sia implicita una dualità, che esplicandosi nel mondo sensibile si manifesta solo allora come un vero e proprio dualismo.
La soluzione di Platone sarà contestata da Aristotele (384 a.C. – 322 a.C.) che gli rimprovera di sdoppiare gli enti, quando in realtà, secondo lui, ogni entelechia ha in se stessa, e non in cielo, le leggi del proprio costituirsi. Anche per Aristotele comunque, come già in Platone, la molteplicità riguarda solo un aspetto transitorio e accidentale della realtà, mentre il carattere essenziale degli enti è dato appunto dalla loro unità e unicità. Viene mantenuto così il primato dell'Uno, inteso al vertice come il motore immobile responsabile del passaggio degli organismi dalla potenza all'atto.

### Plotino: l'Uno come libertà

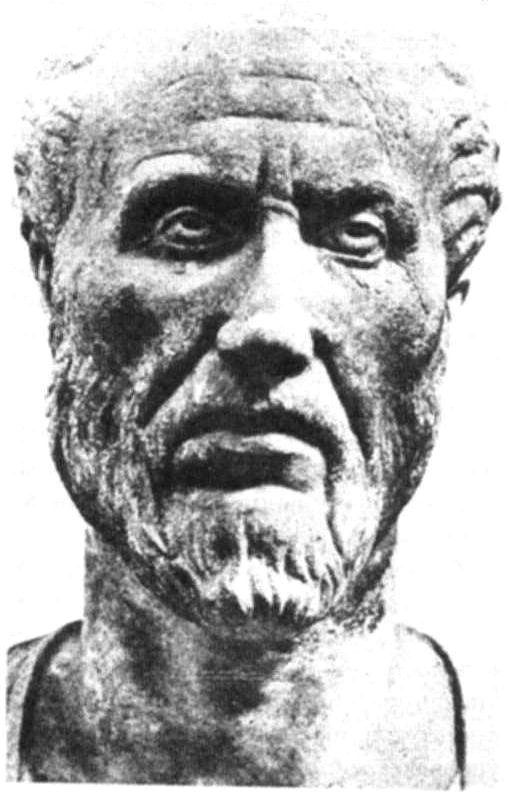
Plotino

Plotino (205 d.C. – 270), pur rifacendosi a Parmenide, per la prima volta pone l'Uno al di sopra dell'Essere stesso; questo era per Platone la realtà più generale e assoluta nota al pensiero, ma ora Plotino va oltre, ammettendo l'esistenza di qualcosa di ineffabile e impredicabile: un limite per la ragione, perché dell'Uno non si può parlare senza cadere in contraddizione.
Per risolvere il problema di come spiegare l'origine della molteplicità a partire dall'Uno, Plotino si impone di pensare l'Assoluto non come una realtà statica e definita una volta per tutte, perché in tal caso significherebbe oggettivarlo e renderlo conoscibile, bensì concependolo come libertà o potenza infinita, come attività mai conclusa che genera continuamente se stessa in quanto causa sui, e oggettivandosi crea il mondo. La processione o emanazione dell'essere scaturisce da uno stato di estasi auto-contemplativa; estasi significa appunto "uscire fuori di sé". L'Uno trabocca per la sua sovrabbondanza, non perché ne abbia bisogno, ma perché il donare fa parte della sua natura, come un'energia che si sprigiona da sé. Si tratta di una concezione assolutamente nuova e originale nel panorama della filosofia greca, con tratti decisamente simili a quelli delle filosofie orientali.
Plotino ricorre a immagini suggestive per farci comprendere il modo in cui l'Uno si disperde nel molteplice e instaura con questo un rapporto dialettico di reciproca complementarità: egli lo paragona a una sorgente luminosa che diffonde nel buio la propria luce, la quale tende ad affievolirsi via via che si allontana. I due estremi, luce e tenebra, sono però uno solo, perché non esiste una sorgente dell'oscurità: si tratta del tema tipicamente neoplatonico della polarità che si risolve in unità.
L'Uno è come un cerchio bipolare, che permea di sé ogni realtà, articolandosi ma restando semplice, in maniera simile a un organismo, composto armonicamente di tante singole parti che però non risultano assemblate dall'esterno, ma si sviluppano interiormente dall'uno. Essendo all'origine di tutto, e quindi anche del pensiero, quest'ultimo nel risalire alla propria fonte deve negare se stesso: l'Uno non può essere ridotto perciò a oggetto di pensiero, perché quando l'anima umana si identifica in Lui viene a cadere la contrapposizione dualistica tra soggetto conoscente e oggetto conosciuto. Per questo l'Uno, che è la prima ipostasi, cioè la prima realtà sussistente, è situato al di là dell'Intelletto, che era la condizione suprema del nostro pensare e da Plotino già identificato con l'essere parmenideo.
Se è dunque impossibile oggettivare l'Uno, Plotino si preoccupa però di argomentare razionalmente che occorre ammetterlo per una necessità della logica formale, poiché non potremmo avere coscienza dei molti senza rapportarli all'uno. Di Lui non si può dire propriamente cosa sia, ma si può dire cosa non è, secondo il metodo della teologia negativa. L'uomo può farne esperienza diretta tramite l'estasi, uno stato d'animo non riferibile a parole, che può essere compreso solo vivendolo. Con l'estasi anche l'uomo, come l'Uno, può porsi al di sopra del principio di non-contraddizione aristotelico, identificandosi con la sua libertà assoluta, sciolta cioè da qualsiasi necessità razionale.
La concezione dell'Uno così come la troviamo nel pensiero filosofico di Plotino non si presenta come la negazione del politeismo ma comunque come il Tutto che si contrappone al molteplice di cui indubbiamente anche gli dèi sono espressione. Per comprendere appieno la sua concezione particolare dell'Uno non si può non relazionarla al nuovo pensiero religioso del Cristianesimo nascente che volgeva a consolidarsi e verso il quale il filosofo nutre un atteggiamento alquanto critico.

### Il Cristianesimo: dal Medioevo al Rinascimento
Sarà proprio il pensiero cristiano a raccogliere l'eredità di Plotino, interpretando però il suo "Uno" in senso pienamente monoteistico. In particolare Sant'Agostino (354 – 430) concepisce Dio come la meta naturale a cui la ragione aspira, e nel quale finalmente la discordanza dualistica tra soggetto e oggetto, pensiero ed essere, si riconcilia in unità.

Respingendo l'ottica manichea, l'Uno è per lui la radice dell'amore che tende per natura ad unire: sentimento non solo dell'uomo (come nell'eros platonico), ma ora anche di Dio (àgape), che desidera ricomporre le alterità del mondo arginando la frattura con l'umanità verificatasi a causa del peccato originale.

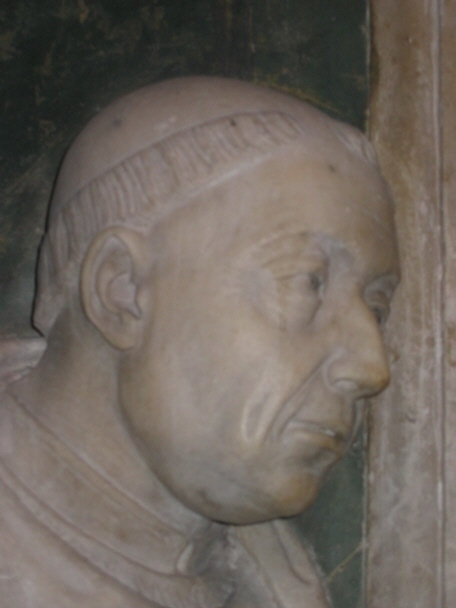
Cusano

Riprendendo lo schema delle tre ipostasi di Plotino, i teologi cristiani e medievali vedranno così nell'Uno la prima Persona della Trinità, l'essere ineffabile di Dio Padre che può rivelarsi solo tramite il proprio Figlio Unigenito.
A differenza dell'Uno plotiniano che genera le ipostasi per un'emanazione necessaria, il Dio cristiano è personale e crea gli altri enti per un atto intelligente della Sua libera volontà.
Niccolò Cusano (1401 – 1464), riprendendo il neoplatonico Agostino, dirà che l'Uno è il punto supremo in cui gli opposti coincidono, e in cui non c'è più distinzione tra gli oggetti della molteplicità. L'Uno non può essere compreso razionalmente, ma solo a un livello intuitivo, pur essendo all'origine della razionalità stessa. Dio infatti è l'Unione immediata di essere e pensiero, e quindi la contrapposizione dialettica tra soggetto e oggetto, che permetteva al soggetto di cogliere esternamente quest'ultimo e di razionalizzarlo, in Lui si ricompone annullandosi. Di conseguenza, in quanto è l'assolutamente immediato, l'Uno risulta attingibile solo al di là dell'opera mediatrice della ragione, ed è totalmente trascendente. In Lui si trova la comune radice di tutto ciò che nella realtà fenomenica appare contraddittorio alla semplice ragione: è l'implicatio dell'essere, come un cerchio dilatato all'infinito nel quale si ritrovano a coincidere tutti i diametri e i raggi.
Anche Marsilio Ficino (1433 – 1499), nel Rinascimento, riprende l'idea neoplatonico-cristiana di un Dio inteso come movimento circolare che si disperde nel mondo a causa del suo amore infinito, per poi produrre nuovamente negli uomini il desiderio di ricongiungersi a Lui. Al centro di questo processo circolare c'è dunque l'uomo, che è fatto a immagine e somiglianza divina, ed è chiamato ad essere copula mundi, specchio fedele dell'Uno che tiene legati in sé gli estremi opposti dell'universo.

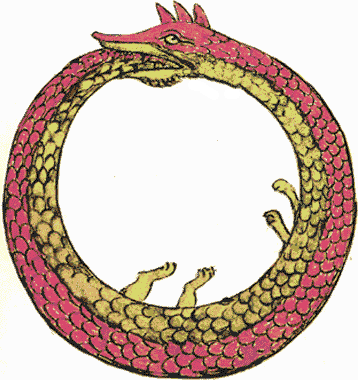
L'Ouroboros, simbolo dell'alchimia e dei cicli della natura

La filosofia rinascimentale è tutta permeata dalla tensione verso l'Uno: si va alla ricerca di un sapere unitario, organico, coerente, che funga da raccordo di tutte le conoscenze dello scibile umano, e che sappia ricondurre la molteplicità nell'unità, la diversità nell'identità. Ricevono così grande impulso numerose discipline come la matematica, la geometria, la numerologia, l'astronomia, che risultano connesse tra loro e che mirano tutte a interpretare la realtà in chiave simbolica e unitaria. La ricerca della pietra filosofale da parte degli alchimisti, ad esempio, nasce dalla convinzione che tutti gli elementi dell'universo provengano da un'unica sostanza originaria (quintessenza), che si tenta ora di riprodurre in laboratorio tramite appunto la creazione di un agente catalizzatore.
Tra gli altri, il neoplatonico Giordano Bruno (1548 – 1600) reinterpreta l'Uno ora in senso trascendente («Mens super omnia»), ora in senso immanente («Mens insita omnibus»), identificandolo con la totalità dell'universo, che risulta così tutto vivo e animato come un grande e gigantesco Organismo, la cui complessità e molteplicità discende dall'armonico articolarsi di un principio semplice e immediato.

### Spinoza e Leibniz
Una visione analoga a quella bruniana sarà ripresa da Spinoza (1632 – 1677), che mirando a ricomporre il dualismo cartesiano tra res cogitans e res extensa, pone un'unica sostanza a fondamento del suo sistema filosofico: Dio che si attua come Natura (Deus sive Natura). Il pensiero e l'estensione, che sono le due modalità con cui ci è dato percepirla, sono simili alle onde che si formano sulla superficie di uno stesso mare. Secondo Spinoza dunque è assurdo postulare due sostanze come faceva Cartesio: tutto in natura è causato da un principio unico e infinito, cioè Dio, che non è da intendersi come il primo anello di questa catena di cause, ma come la sostanza unitaria di questa stessa catena.
In seguito Leibniz (1646 – 1716), pur suddividendo l'essere in un numero infinito di monadi, attribuisce loro le caratteristiche dell'Uno come energia vitale e centro di rappresentazione, mantenendo una visione organica e unitaria che è data da quella armonia prestabilita con cui Dio riassume in sé, nella propria appercezione, le singole visuali di tutte le altre monadi.

### Fichte e Schelling
Il tema dell'Uno, inteso come l'origine ineffabile della soggettività, viene ripreso in età romantica dagli idealisti Fichte e Schelling, i quali, partendo dal cosiddetto io penso, introdotto da Kant (1724 – 1804) per indicare l'unità sintetica originaria senza cui non si può avere consapevolezza del molteplice, ne fanno la condizione non solo formale, ma anche sostanziale, della conoscenza.
Fichte (1762 – 1814) individua così nell'Io assoluto l'attività unitaria e originaria da cui tutto procede. Come in Plotino, l'io non è concepito come un mero dato o una realtà di fatto, ma come un movimento infinito del pensiero che pone sé stesso, e così facendo pone il non-io quale risultato del suo agire. Esso è dunque condizione del costituirsi degli oggetti e della realtà fenomenica; in quanto princìpio primo, però, non può essere razionalizzato, ma solo intuito tramite il suo contrario, cioè riconoscendo il non-io per quello che è, attraverso la contrapposizione dialettica tra i due princìpi opposti. All'Uno quindi non si giunge per via teoretica, ma attraverso l'agire etico.

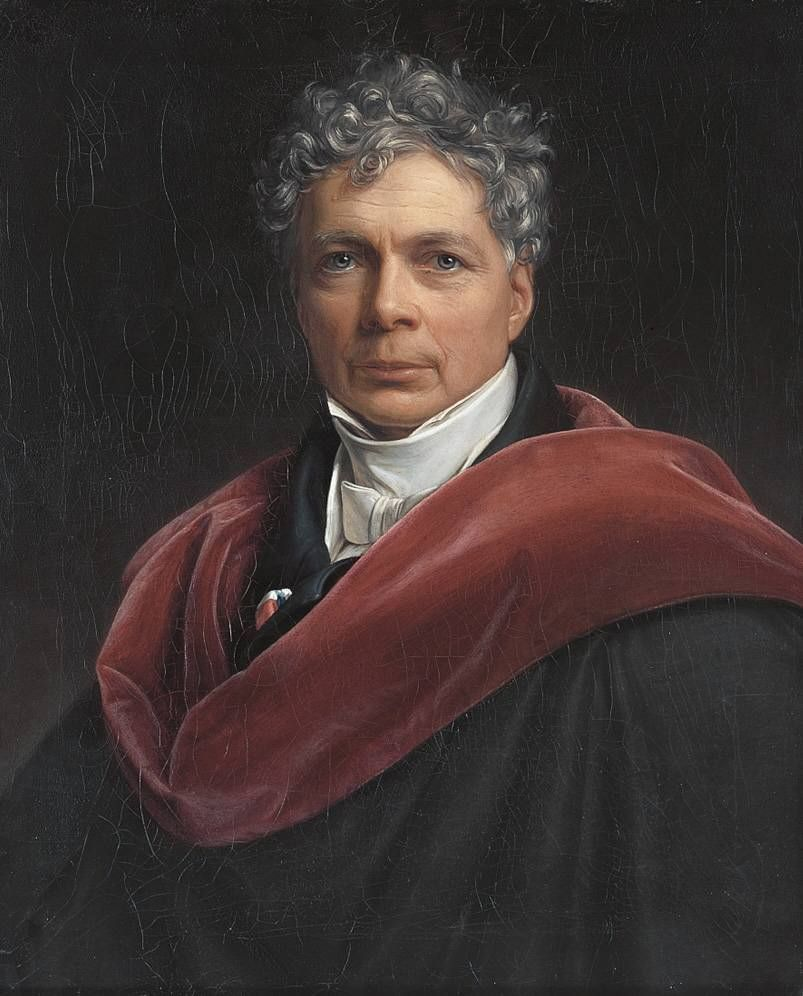
Schelling

Anche Schelling (1775 – 1854) riprende il neoplatonismo affermando che l'Assoluto non è raggiungibile per via oggettiva e razionale, ma solo intuitivamente, in quanto esso è l'unione immediata di soggetto e oggetto, finito e infinito. L'Uno esplica la sua attività in un dualismo dialettico Spirito / Natura che permea di sé tutta la realtà, mentre Lui ne resta al di sopra. L'esplicazione dell'assoluto nell'infinita molteplicità dell'universo è necessaria in quanto il momento della differenza è essenziale come quello dell'identità. Si tratta di due poli opposti ma complementari, ognuno dei quali non può sussistere senza il secondo, e di cui l'uno è la potenza dell'altro. La peculiarità di queste due forze antitetiche ( + / - ) consiste nel fatto che quella positiva (attrazione) configura la realtà come Una, quella negativa (repulsione) la configura invece come molteplice e polarizzata, tale per cui ogni polo diventerà a sua volta l'unione di un ' + ' e un ' - ', in una scala via via discendente. L'Uno si ritrova nei molti, e i molti sono infinite sfaccettature dell'Uno.
Questa molteplicità latente, che nell'Uno è solo potenziale, si trasforma in una reale frantumazione a causa della libertà umana, che sceglie volontariamente la caduta nel male e la separazione dall'unità originaria. L'idealismo può aiutare a ricomporla, avvicinandosi indefinitamente all'Uno tramite la sua progressiva delimitazione, ma due sono le vie che secondo Schelling consentono di coglierlo veramente in tutta la sua pienezza: dapprima egli propone il momento estetico dell'arte, come organo principe della filosofia; nell'ultima fase del suo pensiero, infine, Schelling trova nella filosofia positiva, resa possibile dalla Rivelazione cristiana, la dimensione più vera in cui Dio si manifesta in tutta la sua storicità, e per rapportarsi al quale la ragione deve uscire da sé stessa, in atteggiamento estatico, superando i propri limiti.

### Hegel e Marx
Con Hegel (1770 – 1831) avviene un capovolgimento della concezione neoplatonica dell'Uno: questo viene concepito non come punto di origine, ma come un punto di arrivo. L'Uno infatti viene posto da Hegel al termine del percorso dialettico della filosofia. Esso non è più l'unione immediata e originaria di essere e pensiero, ma è un'unione mediata. Gli opposti vengono fatti coincidere a un livello immanente e razionale.
Così, mentre l'Uno di Plotino restava collocato su un piano mistico e trascendente, a partire dal quale generava il divenire e si disperdeva nella molteplicità senza una ragione apparente, l'Assoluto hegeliano entra lui stesso nel divenire per rendere ragione di sé. L'Uno viene identificato con la molteplicità stessa, la quale attraverso successivi passaggi giunge alla fine a diventare consapevole di sé e a riconoscersi nell'Assoluto. Hegel infatti riteneva irrazionale affermare l'esistenza di una realtà autonoma in sé e per sé, e che questa pertanto andava posta in relazione col suo opposto. In tal modo Hegel sovvertì la logica di non-contraddizione, facendo coincidere l'Uno col suo contrario, cioè con la molteplicità.
Si può anche dire che la parabola storica dell'Uno finisce col tentativo di Hegel di oggettivarlo in maniera compiuta, essendo il pensiero di Marx ed Engels, notoriamente allievi di Hegel, una variante di stampo materialista riconducibile all'hegelismo stesso, anche se indubbiamente la variante marxista del pensiero di Hegel risulta comunque la variante più rilevante per la sua portata storica e sociale.

### Ai giorni nostri
Dopo il grande e complesso sistema filosofico di Hegel, definito da alcuni suoi interpreti e non a caso "l'ultimo filosofo", la filosofia contemporanea a seguito dei tragici eventi storici rappresentati dalle dittature e dai totalitarismi di stampo sia nazi-fascista che comunista, è divenuta alquanto allergica a questo concetto e se ne tiene distante preferendo piuttosto definirsi come "pensiero debole" o mettendosi a rimorchio di altre discipline in una posizione subordinata. Peraltro tuttavia questa scelta può apparire come l'abdicazione definitiva della filosofia al suo compito storico dopo 2500 anni dalla sua nascita.
Pur essendo stato pressoché ignorato nell'ambito della moderna filosofia accademica, il concetto dell'Uno ha sperimentato una certa rinascita di interesse soprattutto a partire dagli anni 70, attraverso la sub-cultura new Age. Nell'ambito infatti del generale sincretismo che caratterizza il movimento, che include in sé la reinterpretazione e l'integrazione delle più disparate tradizioni filosofiche e spirituali, la generica affermazione «Tutto è Uno» è stata presa come base di un paradigma di unione fra diverse correnti di pensiero. In particolare, il movimento ha fatto sue diverse pratiche e credenze orientali derivanti dall'Advaita Vedanta e dal Neo-advaita. Sono inoltre stati prodotti libri canalizzati dedicati all'argomento, fra i quali vanno ricordati la serie di libri della Legge dell'Uno.